# Петропавловка (Бичурский район)
Петропа́вловка — село в Бичурском районе Бурятии. Административный центр сельского поселения «Петропавловское».

## География
Расположено на правом берегу речки Южный Алтачей (правый приток Хилка) в 4,5 км к северу от места её впадения в Хилок, в 14 км севернее районного центра — села Бичура.

## Население
| 2002 | 2010 |
| ---- | ---- |
| 638  | ↘608 |